# アントン・メルビュー
アントン・メルビュー（Daniel Herman Anton Melbye、1818年2月13日 - 1875年1月10日）はデンマークの画家である。海洋画の分野で有名である。弟に海洋画家、ヴィルヘルム・メルビュー（Vilhelm Melbye:1824–1882）と各国を旅した風景画家、フリッツ・メルビュー（Fritz Melbye:1826–1869）がいる。

## 略歴
コペンハーゲンに税関の役人の息子に生まれた。はじめ海軍士官を目指すが、近眼のため断念し、造船技術者としての学校に進んだ。音楽への興味から、ギターを学ぶために工学の学校をやめた。海洋画家になるために、1838年にデンマーク王立美術院で、海洋画家でもある、クリストファー・エカスベアに学んだ。1840年頃までに、海洋画を展覧会に出品するようになり、ドイツの絵画収集家である貴族のフォン・ルモール（Carl Friedrich von Rumohr）に認められ、フォン・ルモールの推薦でデンマーク国王クリスチャン8世が乗船し、バルト海と北海を航海したコベット船に同乗した。
そのすぐ後にモロッコへの王の地中海航海に同行するように命じられ、この航海ではフランスとモロッコの戦争で、フランス艦がタンジェを砲撃するのを見ることになった。1845年に海外留学を申請し、王のサポートで1946年に留学資金が支給されることになった。この年、イギリスのエディストーン灯台を描いた作品を王立美術院の展覧会に出展し、デンマーク王立絵画コレクション(後のDanish National Gallery)に買い上げられ、トーヴァルセン・メダルを受賞し、彼の代表作とされた。
1847年からパリに暮らし、フランス革命期もフランスに留まった。パリでも画家として評価され、留学期間が終わってもパリに滞在を続けた。1853年にはフランス政府のトルコへの外交団に同行が許され、大使のアシル・バラゲ・ディリエ（ Achille Baraguey d'Hilliers）と同じ場所に住み、オスマン帝国の第31代皇帝、アブデュルメジト1世の肖像画を描いた。フランスでは写真の発明者、ルイ・ジャック・マンデ・ダゲールから写真術も学んだ。
1857年に結婚し、翌年デンマークに戻り、デンマーク王立美術院の会員となり、ダンネブロ勲章を受勲した。1862年に王立美術院の教授となった。その後もコペンハーゲン、ハンブルク、パリを行き来して活動した。

## 作品

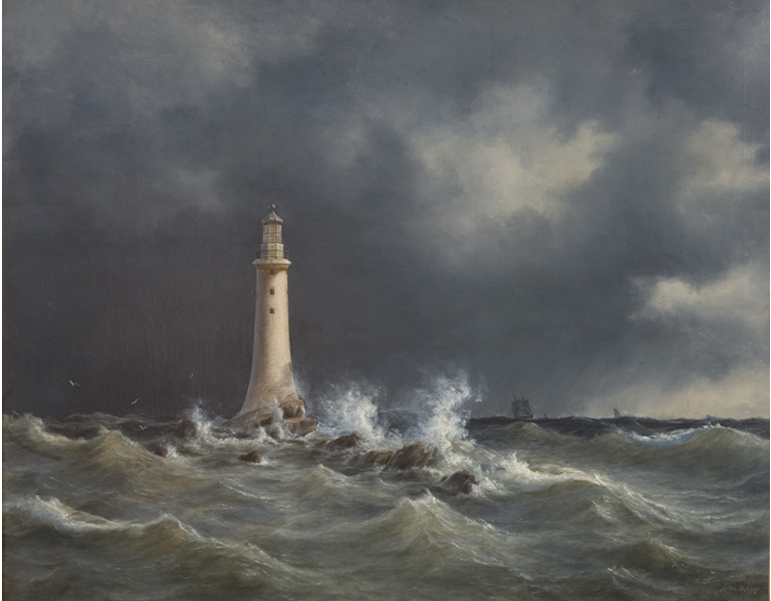
エディストーン灯台(1846)
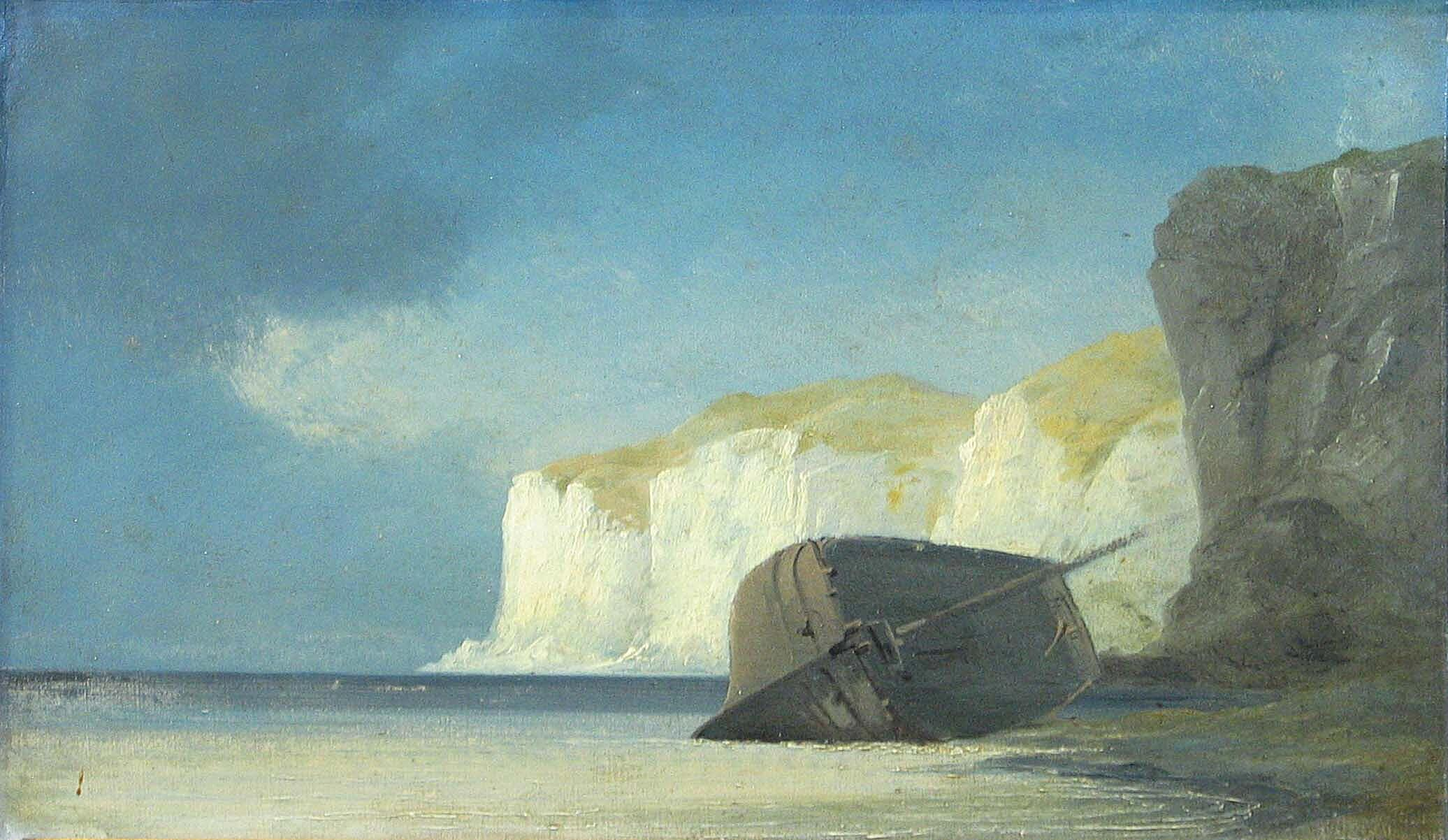
ムンスクリストの海岸
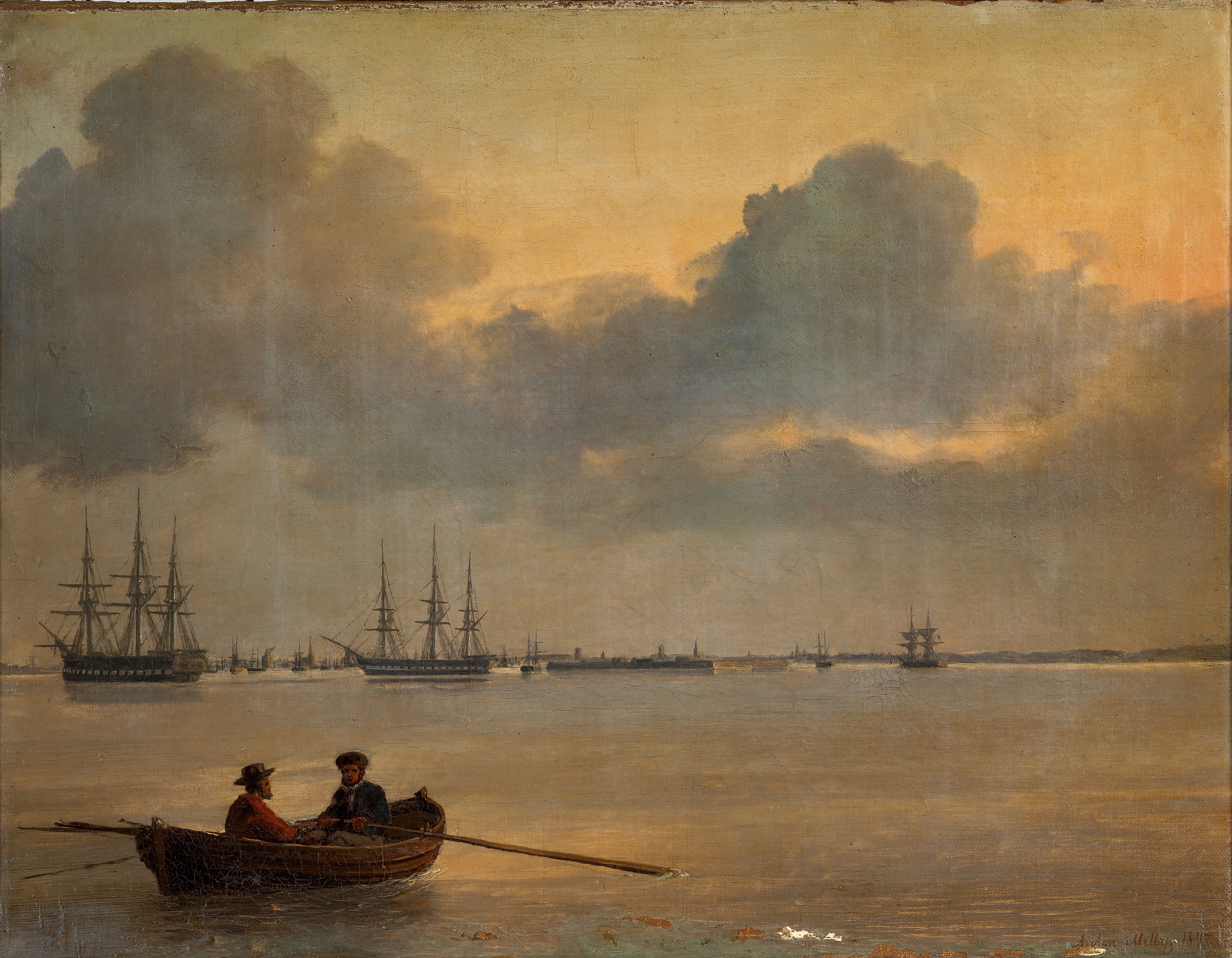
Københavns Redの静かな夕暮れ(1847)
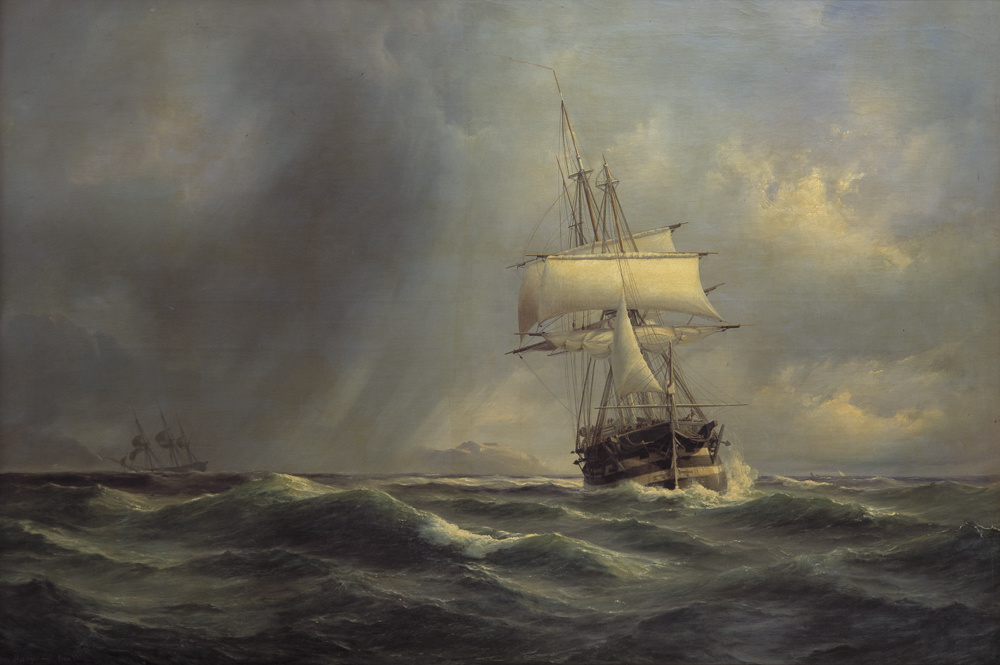
海洋画 (1851)
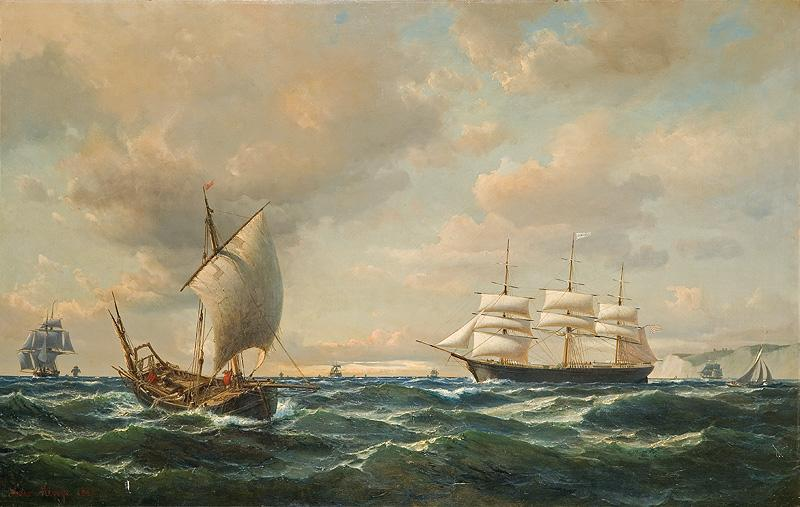
「イギリス海峡の帆走」(1862)
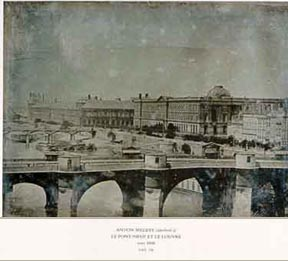
（写真）パリの「ポンヌフ」(1848)